# 长上站
長上站（韓語：장상역）是朝鮮民主主義人民共和國平安南道德川市的一個鐵路車站，属于長上線。

## 邻近车站
長上線
乡元站 - 長上站